# DEN 1048-3956
DEN 1048-3956は、ポンプ座の領域に位置し、地球から13.19光年離れた赤色矮星もしくは褐色矮星である。2001年にDENISサーベイ（Deep Near Infrared Survey of the Southern Sky）が赤外線で記録したデータを調査していた研究チームによって発見された。発見当時の推定距離は4.2±0.6パーセク（約14光年）で、当時知られていた恒星の中で12～40番目に太陽に近いとされていた。
質量は太陽質量の8％、明るさは太陽に比較して0.00015%。スペクトル型はM9VまたはL0、絶対等級は17.39と、主系列星と褐色矮星のほぼボーダーライン上にあり、どちらに属するか確定していない。肉眼で観測することは不可能である。